# 船橋市立坪井中学校
船橋市立坪井中学校（ふなばししりつ つぼいちゅうがっこう）は、千葉県船橋市坪井町にある公立中学校。

## 沿革
- 1980年（昭和55年） - 船橋市立習志野台中学校から分離独立し、開校

## 著名な卒業生
- 岩佐潤 - プロバスケットボール選手：1996年卒業
- 鬼木達 - 元プロサッカー選手、鹿島アントラーズ監督